# Tomasz Szczepuła
Tomasz Szczepuła (ur. 23 marca 1956 w Zielonej Górze) – polski przedsiębiorca i polityk, poseł na Sejm I kadencji.

## Życiorys
Ukończył w 1980 studia w Wyższej Szkole Pedagogicznej w Zielonej Górze. Pracował jako ekonomista, był dyrektorem w przedsiębiorstwach ubezpieczeniowych. Był radnym miejskim Zielonej Góry I kadencji.
W 1991 uzyskał mandat posła na Sejm I kadencji, który wykonywał do 1993. Został wybrany w okręgu leszczyńsko-zielonogórskim z listy Unii Demokratycznej. Zasiadał m.in. w Komisji Polityki Społecznej oraz Komisji Zdrowia. Później wycofał się z działalności politycznej, założył prywatne przedsiębiorstwo zajmujące się pomocą w zakresie uzyskiwania odszkodowań.